# Simón Archilla y Espejo
Simón Archilla y Espejo  (Murtas, 1836 - 29 de agosto de 1890) fue un matemático español.
Doctor en ciencias por la Universidad Complutense de Madrid . Catedrático de matemáticas en la Universidad de Barcelona y después catedrático de cálculo infinitesimal en la Universidad Central de Madrid. Sus publicaciones versan sobre esta disciplina. En 1881 fue elegido académico de la Real Academia de Ciencias y Artes de Barcelona y en 1886 de la Real Academia de Ciencias Exactas, Físicas y Naturales, donde ingresó en 1888 con el discurso Concepto y principios fundamentales del Cálculo infinitesimal. 

## Obras
- Principios fundamentales del cálculo diferencial (1880)